# Sojus TM-18
Sojus TM-18 ist die Missionsbezeichnung für den Flug eines russischen Sojus-Raumschiffs zur russischen Raumstation Mir. Es war der 18. Besuch eines Sojus-Raumschiffs bei der Raumstation Mir und der 94. Flug im russischen Sojusprogramm. 

## Besatzung

### Startbesatzung
- Wiktor Michailowitsch Afanassjew (2. Raumflug), Kommandant
- Juri Wladimirowitsch Ussatschow (1. Raumflug), Bordingenieur
- Waleri Wladimirowitsch Poljakow (2. Raumflug), Bordarzt

### Ersatzmannschaft
- Juri Iwanowitsch Malentschenko, Kommandant
- Talgat Amangeldijewitsch Mussabajew, Bordingenieur ( Kasachstan)
- German Semjonowitsch Arsamarow, Bordarzt

### Rückkehrmannschaft
- Wiktor Michailowitsch Afanassjew (2. Raumflug), Kommandant
- Juri Wladimirowitsch Ussatschow (2. Raumflug), Bordingenieur

## Missionsüberblick
Die meisten Untersuchungen der neuen Besatzung der Raumstation Mir galten medizinischen Problemen. Überwacht wurden sie zum großen Teil vom Arzt Dr. Poljakow. Er sollte mit 14 Monaten Aufenthalt im Weltraum auch einen neuen Langzeitrekord aufstellen.
Die Experimente betrafen vor allem die Ernährung, die Funktion der Muskulatur, des Herz-Kreislauf-Systems, der Lungen sowie des Immunsystems. Außerdem wurden Veränderungen des Blutes und des Nervensystems analysiert. Untersucht wurden auch Stoffwechselstörungen (rote Blutkörperchen), Blutvolumenänderungen und die Funktion des Gleichgewichtssystems im Mittelohr. Dazu wurde auch das Experiment VOG (Video OkuloGraphie) verwendet, das mit der deutschen Mission 1992 an Bord der Raumstation gelangte. Die Messdaten wurden vom russischen Kontrollzentrum direkt nach Oberpfaffenhofen weiter geleitet, von wo Spezialisten dann Einfluss auf das Experiment nehmen konnten. Ein weiterer Untersuchungsgegenstand war der Calciumabbau in den Knochen bei längerem Aufenthalt in der Schwerelosigkeit. Unbekannt ist demnach, ob der Calciumabbau auf einem bestimmten Niveau anhält. Eine Einbuße von 20 % halten Wissenschaftler allgemein für lebensgefährlich. Um den negativen Veränderungen an Muskel- und Knochengewebe entgegenzuwirken, wurde die weiterentwickelte Unterdruckhose KARKAS eingesetzt. Mit ihr wird Blut verstärkt in den Unterleib gesaugt. Dieser Zustand ähnelt dem durch die Gravitation auf der Erde verursachten erhöhten Blutvolumen im Unterleib. Gemessen wurden in der Raumstation die Vergrößerung des Beinumfanges, oberer und unterer Blutdruck, die Leistung des Herzens (EKG), die Änderung der Herzlage im Brustkorb und Geräusche des Blutstromes. Die beiden „Versuchskaninchen“ Afanassjew und Ussatschow unterzogen sich dieser Prozedur an jedem dritten Tag.
Untersucht wurden weiterhin das Schlafverhalten der Kosmonauten und die Koordination von Wahrnehmung und Bewegung. Dazu wurden die Raumfahrer am Boden fixiert, wobei der Kopf und die Arme frei beweglich blieben. Über einen Bildschirm wurden unterschiedliche optische Reize ausgesandt und die Reaktionen mit vier Infrarotkameras aufgezeichnet. Die Versuchsergebnisse sollen auch für motorische Störungen auf der Erde anwendbar bzw. bedeutsam sein. Beim psychologischen Experiment PSY wurde die geistige und psychomotorische Leistungsfähigkeit von Waleri Poljakow über einen Zeitraum von mehreren Monaten untersucht. Getestet wurden dabei Reaktionsgeschwindigkeit, Kurzzeitgedächtnis, Aufmerksamkeit und manuelle Geschicklichkeit.
Nichtmedizinische Forschungen wurden vor allem auf dem Gebiet der Materialwissenschaft vorgenommen. So untersuchte man das Verhalten unterkühlter Schmelzen (Experiment TES). Elf in je eine Glashülle eingeschlossene Proben wurden zunächst aufgeschmolzen und dann stark abgekühlt. Durch das Fehlen von Kristallisationskernen kann der flüssige Zustand auch unterhalb der normalen Erstarrungstemperatur beibehalten werden. In Abhängigkeit von der Temperatur erstarren die Proben mit unterschiedlicher Mikrostruktur. Die Daten des Experimentes wurden über das in Österreich entwickelte und seit 1991 an Bord der Station befindliche System DATAMIR ausgewertet und auf die Erde übermittelt. Es steuert den Ablauf des Experimentes, nimmt die Messwerte auf, visualisiert die Ergebnisse und schickt sie zum Telemetriesystem der Raumstation. Auch die Möglichkeit der Schimmelbildung an nichtmetallischen Stoffen wurde untersucht.
Großen Raum nahmen ebenso Erderkundung, Astrophysik und Biotechnologie ein. So kamen die Mehrkanalspektrometer MKS-M2 und FASA zum Einsatz. Auch wurden mit der Multispektralkamera MKF-6MA hunderte Aufnahmen von der Erde gemacht. Mit verschiedenen Apparaturen wurde außerdem die Intensität der kosmischen Energie- und Teilchenstrahlung in und um die Station ermittelt. Von astronomischen Objekten wurden vor allem Röntgen- und Gammastrahlung gemessen. Der Einschätzung der Stabilität des Stationskomplexes diente das Experiment RESONANZ.
Mit dem unbemannten Transportraumschiff Progress M-21 wurde ein neues, kamerabasiertes Steuerungssystem erprobt, das auch dann arbeitet, wenn das Navigationssystem Kurs nicht in Funktion ist. Über insgesamt drei Kameras bekommt der Flugingenieur am Boden ein komplettes Bild des Annäherungsvorganges und kann über eine Handsteuerung das Raumschiff andocken. Versorgungsgüter und Forschungsmaterial trafen während der halbjährigen Mission außerdem mit den Transportraumschiffen Progress M-22 und M-23 ein. Sojus TM-18 kehrte mit den Raumfahrern Wiktor Afanassjew und Juri Ussatschow am 9. Juli zur Erde zurück. Waleri Poljakow wurde dagegen in die neue Stammbesatzung integriert.